# Alfred Urbański

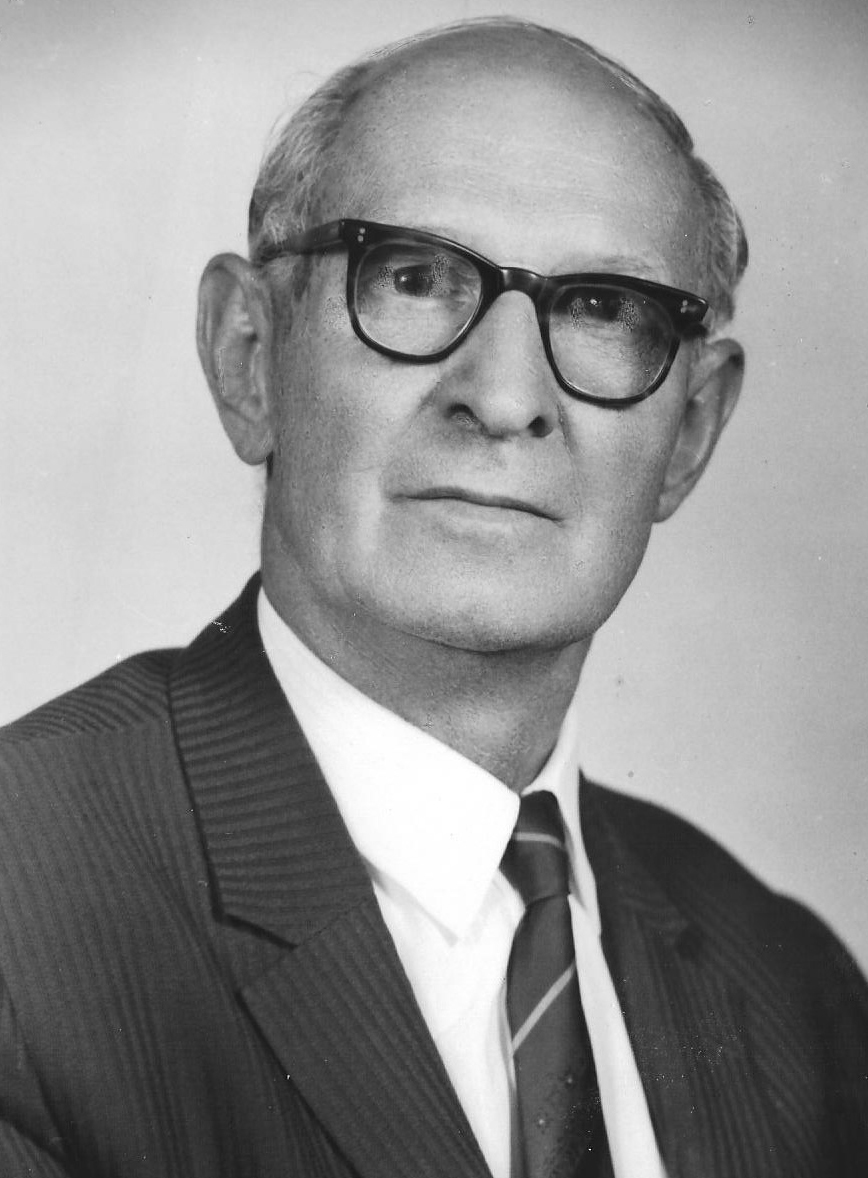
Alfred Urbański (1979)

Alfred Urbański (* 13. Januar 1899; † 10. September 1983) war ein polnischer Politiker und von 1972 bis 1976 Ministerpräsident der Polnischen Exilregierung.

## Leben
Der aus dem polnischen Adel (Szlachta) stammende Urbański war nach dem Studium als Wirtschaftswissenschaftler tätig.
Als Vertreter der Polnischen Sozialistischen Partei (Polska Partia Socjalistyczna) gehörte er von 1969 bis August 1972 neben Władysław Anders und Edward Raczyński dem so genannten Dreierrat (Rada Trzech) an, der sich 1954 konstituierte, nachdem sich der Exilpräsident August Zaleski geweigert hatte wie versprochen zurückzutreten. Nach dem Tode von Zaleski am 7. April 1972 erkannte der Dreierrat dessen Nachfolger Stanisław Ostrowski als Exilpräsidenten an und löste sich anschließend auf.
Urbański wurde am 18. Juli 1972 als Nachfolger von Zygmunt Muchniewski Ministerpräsident der Polnischen Exilregierung. Von diesem Amt trat er am 15. Juli 1976 zurück und wurde dann im August von Kazimierz Sabbat abgelöst.